# 아니타 바흐터
아니타 바흐터(독일어: Anita Wachter, 1967년 2월 12일~)는 오스트리아의 알파인 스키 선수이다. 1980년대와 1990년대 오스트리아 알파인 스키 국가대표팀의 주요 선수 중 한 명으로 1988년 동계 올림픽에서 복합 부문 금메달, 1992년 동계 올림픽에서 대회전과 복합 부문 은메달을 획득했다. 이 외에 세계 선수권 대회에서 은메달 2개, 동메달 3개를 획득했고, 알파인 스키 월드컵에서 종합 우승 1회, 종합 준우승 1회, 종합 3위 2회를 달성했다. 또한 대회전 부문 우승 2회, 복합 부문 우승 2회 우승자이기도 하다.